# Stephen Tindale
Stephen Tindale (né à Bagdad le 29 mars 1963 et mort le 1er juillet 2017) était le directeur exécutif de Greenpeace en Grande-Bretagne.

## Carrière
Tindale s'est fait remarquer en 2009 par sa volte-face concernant l'énergie nucléaire. Avec trois autres personnalités du mouvement environnemental, Lord Chris Smith de Finsbury, Mark Lynas et Chris Goodall, se déclare en faveur de l'énergie nucléaire.
Il considère que le besoin de diminuer les dangers d'une augmentation des émissions de carbone et du réchauffement climatique exigent de repenser la position antinucléaire dans le mouvement écologiste.
Hormis la technologie nucléaire actuelle, Tindale soutient la recherche du cycle du combustible nucléaire au thorium pour réduire les déchets nucléaire et augmenter la sécurité,.